# Grand Prix Miguel Indurain 2025
 (avril 2025).
Si vous disposez d'ouvrages ou d'articles de référence ou si vous connaissez des sites web de qualité traitant du thème abordé ici, merci de compléter l'article en donnant les références utiles à sa vérifiabilité et en les liant à la section « Notes et références ».
La 76e édition du Grand Prix Miguel Indurain, une course cycliste masculine a lieu en Espagne le 5 avril 2025. La course, disputée sur 200 kilomètres autour d'Estella-Lizarra en Navarre, fait partie du calendrier UCI ProSeries 2025 (deuxième niveau mondial) en catégorie 1.Pro. 

## Présentation

### Parcours
La course se compose de quatre boucles différentes qui partent et reviennent à Estella-Lizarra. L'arrivée est jugée sur le Paseo de la Inmaculada de Estella-Lizarra à environ 1 500 m après le sommet de l'Alto (ou Mur) d’Ibarra (600 mètres à 10 %) qui est franchi à quatre reprises (à confirmer).

### Équipes participantes
| WorldTeams (10)- UAE Team Emirates XRG - Lidl-Trek - Movistar Team - EF Education-EasyPost - Cofidis - Arkéa-B&B Hotels - Red Bull-BORA-hansgrohe - XDS Astana Team - Team Picnic-PostNL - Team Jayco AlUla ProTeams (7)- Equipo Kern Pharma - Caja Rural-Seguros RGA - Team Polti VisitMalta - Euskaltel-Euskadi - Burgos-Burpellet-BH - Tudor Pro Cycling Team - Team TotalEnergies Équipes continentales (3)- Feirense-Beeceler - Anicolor/Tien 21 - Illes Balears Arabay |
| |

## Classements

### Classement final
| \| Classement général \| Classement général \| Classement général \| Classement général \| Classement général \| \| Coureur \| Coureur \| Pays \| Équipe \| Temps \| \| ------------------ \| ------------------- \| ------------------ \| ----------------------- \| ------------------ \| \| 1er \| Thibau Nys \| Belgique \| Lidl-Trek \| 4 h 59 min 54 s \| \| 2e \| Alex Molenaar \| Pays-Bas \| Caja Rural-Seguros RGA \| + 3 s \| \| 3e \| Andrea Bagioli \| Italie \| Lidl-Trek \| + 3 s \| \| 4e \| Thomas Silva \| Uruguay \| Caja Rural-Seguros RGA \| + 7 s \| \| 5e \| Alex Aranburu \| Espagne \| Cofidis \| + 7 s \| \| 6e \| Marc Hirschi \| Suisse \| Tudor Pro Cycling Team \| + 7 s \| \| 7e \| Felix Großschartner \| Autriche \| UAE Team Emirates XRG \| + 9 s \| \| 8e \| Simone Velasco \| Italie \| XDS Astana Team \| + 9 s \| \| 9e \| Alex Baudin \| France \| EF Education-EasyPost \| + 9 s \| \| 10e \| Pau Miquel \| Espagne \| Equipo Kern Pharma \| + 9 s \| \| 11e \| Archie Ryan \| Irlande \| EF Education-EasyPost \| + 9 s \| \| 12e \| Mattéo Vercher \| France \| Team TotalEnergies \| + 12 s \| \| 13e \| Mauro Schmid \| Suisse \| Team Jayco AlUla \| + 13 s \| \| 14e \| Igor Arrieta \| Espagne \| UAE Team Emirates XRG \| + 18 s \| \| 15e \| Martin Tjøtta \| Norvège \| Arkéa-B&B Hotels \| + 18 s \| \| 16e \| Oscar Onley \| Royaume-Uni \| Team Picnic-PostNL \| + 22 s \| \| 17e \| Finn Fisher-Black \| Nouvelle-Zélande \| Red Bull-Bora-Hansgrohe \| + 22 s \| \| 18e \| Jordan Jegat \| France \| Team TotalEnergies \| + 22 s \| \| 19e \| Joel Nicolau \| Espagne \| Caja Rural-Seguros RGA \| + 22 s \| \| 20e \| José Manuel Díaz \| Espagne \| Burgos-Burpellet-BH \| + 22 s \| |                     |                  |                         |                 |
| |                     |                  |                         |                 |
| |                     |                  |                         |                 |
| Classement général |                     |                  |                         |                 |
| Coureur | Coureur             | Pays             | Équipe                  | Temps           |
| 1er | Thibau Nys          | Belgique         | Lidl-Trek               | 4 h 59 min 54 s |
| 2e | Alex Molenaar       | Pays-Bas         | Caja Rural-Seguros RGA  | + 3 s           |
| 3e | Andrea Bagioli      | Italie           | Lidl-Trek               | + 3 s           |
| 4e | Thomas Silva        | Uruguay          | Caja Rural-Seguros RGA  | + 7 s           |
| 5e | Alex Aranburu       | Espagne          | Cofidis                 | + 7 s           |
| 6e | Marc Hirschi        | Suisse           | Tudor Pro Cycling Team  | + 7 s           |
| 7e | Felix Großschartner | Autriche         | UAE Team Emirates XRG   | + 9 s           |
| 8e | Simone Velasco      | Italie           | XDS Astana Team         | + 9 s           |
| 9e | Alex Baudin         | France           | EF Education-EasyPost   | + 9 s           |
| 10e | Pau Miquel          | Espagne          | Equipo Kern Pharma      | + 9 s           |
| 11e | Archie Ryan         | Irlande          | EF Education-EasyPost   | + 9 s           |
| 12e | Mattéo Vercher      | France           | Team TotalEnergies      | + 12 s          |
| 13e | Mauro Schmid        | Suisse           | Team Jayco AlUla        | + 13 s          |
| 14e | Igor Arrieta        | Espagne          | UAE Team Emirates XRG   | + 18 s          |
| 15e | Martin Tjøtta       | Norvège          | Arkéa-B&B Hotels        | + 18 s          |
| 16e | Oscar Onley         | Royaume-Uni      | Team Picnic-PostNL      | + 22 s          |
| 17e | Finn Fisher-Black   | Nouvelle-Zélande | Red Bull-Bora-Hansgrohe | + 22 s          |
| 18e | Jordan Jegat        | France           | Team TotalEnergies      | + 22 s          |
| 19e | Joel Nicolau        | Espagne          | Caja Rural-Seguros RGA  | + 22 s          |
| 20e | José Manuel Díaz    | Espagne          | Burgos-Burpellet-BH     | + 22 s          |

### Classements UCI
La course attribue des points au Classement mondial UCI 2025 selon le barème suivant.
| Position           | 1er | 2e  | 3e  | 4e  | 5e | 6e | 7e | 8e | 9e | 10e | 11e | 12e | 13e | 14e | 15e | 16e à 30e | 31e à 40e |
| Classement général | 200 | 150 | 125 | 100 | 85 | 70 | 60 | 50 | 40 | 35  | 30  | 25  | 20  | 15  | 10  | 5         | 3         |

## Liste des participants
| UAE Team Emirates XRG UAD           | UAE Team Emirates XRG UAD  | UAE Team Emirates XRG UAD |
| ----------------------------------- | -------------------------- | ------------------------- |
| Num                                 | Coureur                    | Pos                       |
| 1                                   | Brandon McNulty (USA)      | 24e                       |
| 2                                   | Igor Arrieta (ESP)         | 14e                       |
| 3                                   | Isaac Del Toro (MEX)       | AB                        |
| 4                                   | Vegard Stake Laengen (NOR) | 107e                      |
| 5                                   | Felix Großschartner (AUT)  | 7e                        |
| 6                                   | Marc Soler (ESP)           | 23e                       |
| 7                                   | Pablo Torres Arias (ESP)   | 53e                       |
| Directeur sportif : Andrej Hauptman |                            |                           |

| Arkéa-B&B Hotels ARK               | Arkéa-B&B Hotels ARK     | Arkéa-B&B Hotels ARK |
| ---------------------------------- | ------------------------ | -------------------- |
| Num                                | Coureur                  | Pos                  |
| 11                                 | Kévin Vauquelin (FRA)    | 29e                  |
| 12                                 | Alessandro Verre (ITA)   | 72e                  |
| 13                                 | Martin Tjøtta (NOR)      | 15e                  |
| 14                                 | Thibault Guernalec (FRA) | AB                   |
| 15                                 | Edoardo Zamperini (ITA)  | 70e                  |
| 16                                 | Élie Gesbert (FRA)       | AB                   |
| 17                                 | Simon Guglielmi (FRA)    | 88e                  |
| Directeur sportif : Laurent Pichon |                          |                      |

| Cofidis COF                          | Cofidis COF                 | Cofidis COF |
| ------------------------------------ | --------------------------- | ----------- |
| Num                                  | Coureur                     | Pos         |
| 21                                   | Ion Izagirre (ESP)          | 90e         |
| 22                                   | Jesús Herrada (ESP)         | 89e         |
| 23                                   | Alex Aranburu (ESP) (route) | 5e          |
| 24                                   | Jonathan Lastra (ESP)       | 109e        |
| 25                                   | Jan Maas (NED)              | 60e         |
| 26                                   | Stefano Oldani (ITA)        | 73e         |
| 27                                   | Sergio Samitier (ESP)       | 35e         |
| Directeur sportif : Bingen Fernández |                             |             |

| EF Education-EasyPost EFE              | EF Education-EasyPost EFE    | EF Education-EasyPost EFE |
| -------------------------------------- | ---------------------------- | ------------------------- |
| Num                                    | Coureur                      | Pos                       |
| 31                                     | Archie Ryan (IRL)            | 11e                       |
| 32                                     | Samuele Battistella (ITA)    | 33e                       |
| 33                                     | Alex Baudin (FRA)            | 9e                        |
| 34                                     | Jardi van der Lee (NED)      | 95e                       |
| 35                                     | Hugh Carthy (GBR)            | AB                        |
| 37                                     | Ian Lopez de San Roman (USA) | 110e                      |
| Directeur sportif : Juan Manuel Gárate |                              |                           |

| Lidl-Trek LTK                    | Lidl-Trek LTK                 | Lidl-Trek LTK |
| -------------------------------- | ----------------------------- | ------------- |
| Num                              | Coureur                       | Pos           |
| 41                               | Andrea Bagioli (ITA)          | 3e            |
| 42                               | Patrick Konrad (AUT)          | 74e           |
| 43                               | Bauke Mollema (NED)           | 26e           |
| 44                               | Thibau Nys (BEL)              | 1er           |
| 45                               | Otto Vergaerde (BEL)          | 91e           |
| 46                               | Héctor Álvarez Martinez (ESP) | 104e          |
| Directeur sportif : Kim Andersen |                               |               |

| Movistar Team MOV                              | Movistar Team MOV       | Movistar Team MOV |
| ---------------------------------------------- | ----------------------- | ----------------- |
| Num                                            | Coureur                 | Pos               |
| 51                                             | Jorge Arcas (ESP)       | 77e               |
| 52                                             | Jon Barrenetxea (ESP)   | 30e               |
| 53                                             | Pablo Castrillo (ESP)   | 79e               |
| 54                                             | Gregor Mühlberger (AUT) | 80e               |
| 55                                             | Antonio Pedrero (ESP)   | 78e               |
| 56                                             | Diego Pescador (COL)    | 57e               |
| 57                                             | Nélson Oliveira (POR)   | 22e               |
| Directeur sportif : José Vicente García Acosta |                         |                   |

| Red Bull-Bora-Hansgrohe RBH    | Red Bull-Bora-Hansgrohe RBH   | Red Bull-Bora-Hansgrohe RBH |
| ------------------------------ | ----------------------------- | --------------------------- |
| Num                            | Coureur                       | Pos                         |
| 61                             | Roger Adrià (ESP)             | 55e                         |
| 62                             | Finn Fisher-Black (NZL)       | 17e                         |
| 63                             | Lennart Jasch (GER)           | 85e                         |
| 64                             | Alexander Hajek (AUT) (route) | 62e                         |
| 65                             | Daniel Martínez (COL)         | 56e                         |
| 66                             | Luke Tuckwell (AUS)           | 69e                         |
| 67                             | Maxim Van Gils (BEL)          | 63e                         |
| Directeur sportif : Patxi Vila |                               |                             |

| Team Jayco AlUla JAY             | Team Jayco AlUla JAY          | Team Jayco AlUla JAY |
| -------------------------------- | ----------------------------- | -------------------- |
| Num                              | Coureur                       | Pos                  |
| 72                               | Davide De Pretto (ITA)        | AB                   |
| 73                               | Anders Foldager (DEN)         | 61e                  |
| 74                               | Alan Hatherly (RSA)           | 44e                  |
| 75                               | Asbjørn Hellemose (DEN)       | AB                   |
| 76                               | Christopher Juul Jensen (DEN) | 87e                  |
| 77                               | Mauro Schmid (SUI) (route)    | 13e                  |
| Directeur sportif : Rafael Valls |                               |                      |

| Team Picnic-PostNL TPP                   | Team Picnic-PostNL TPP        | Team Picnic-PostNL TPP |
| ---------------------------------------- | ----------------------------- | ---------------------- |
| Num                                      | Coureur                       | Pos                    |
| 81                                       | Warren Barguil (FRA)          | 37e                    |
| 82                                       | Romain Combaud (FRA)          | 86e                    |
| 83                                       | Bjoern Koerdt (GBR)           | 34e                    |
| 84                                       | Gijs Leemreize (NED)          | 71e                    |
| 85                                       | Juan Guillermo Martínez (COL) | 49e                    |
| 86                                       | Oscar Onley (GBR)             | 16e                    |
| Directeur sportif : Christian Guiberteau |                               |                        |

| XDS Astana Team XAT                 | XDS Astana Team XAT           | XDS Astana Team XAT |
| ----------------------------------- | ----------------------------- | ------------------- |
| Num                                 | Coureur                       | Pos                 |
| 91                                  | Clément Champoussin (FRA)     | 66e                 |
| 92                                  | Anthon Charmig (DEN)          | 65e                 |
| 93                                  | Simone Velasco (ITA)          | 8e                  |
| 94                                  | Florian Samuel Kajamini (ITA) | AB                  |
| 95                                  | Anton Kuzmin (KAZ)            | 84e                 |
| 97                                  | Harold Tejada (COL)           | 27e                 |
| Directeur sportif : Alexandr Shefer |                               |                     |

| Burgos-Burpellet-BH BBH | Burgos-Burpellet-BH BBH     | Burgos-Burpellet-BH BBH |
| ----------------------- | --------------------------- | ----------------------- |
| Num                     | Coureur                     | Pos                     |
| 101                     | Ander Okamika (ESP)         | 25e                     |
| 102                     | Jambaljamts Sainbayar (MGL) | 114e                    |
| 103                     | José Luis Faura (ESP)       | 45e                     |
| 104                     | Hugo de la Calle (ESP)      | 68e                     |
| 105                     | José Manuel Díaz (ESP)      | 20e                     |
| 106                     | Sinuhé Fernández (ESP)      | 64e                     |
| 107                     | Eric Fagúndez (URU)         | 52e                     |

| Caja Rural-Seguros RGA CJR                        | Caja Rural-Seguros RGA CJR    | Caja Rural-Seguros RGA CJR |
| ------------------------------------------------- | ----------------------------- | -------------------------- |
| Num                                               | Coureur                       | Pos                        |
| 111                                               | Fernando Barceló (ESP)        | 32e                        |
| 112                                               | Joan Bou (ESP)                | 40e                        |
| 113                                               | Samuel Fernández García (ESP) | 54e                        |
| 114                                               | Alex Molenaar (NED)           | 2e                         |
| 115                                               | Joel Nicolau (ESP)            | 19e                        |
| 116                                               | Thomas Silva (URU)            | 4e                         |
| 117                                               | Tyler Stites (USA)            | 111e                       |
| Directeur sportif : José Miguel Fernández Reviejo |                               |                            |

| Euskaltel-Euskadi EUS             | Euskaltel-Euskadi EUS | Euskaltel-Euskadi EUS |
| --------------------------------- | --------------------- | --------------------- |
| Num                               | Coureur               | Pos                   |
| 121                               | Iker Mintegi (ESP)    | 67e                   |
| 122                               | Mikel Bizkarra (ESP)  | 48e                   |
| 123                               | Unai Zubeldia (ESP)   | 108e                  |
| 123                               | Xabier Isasa (ESP)    | 97e                   |
| 125                               | Ander Ganzabal (ESP)  | 83e                   |
| 126                               | Txomin Juaristi (ESP) | 113e                  |
| 127                               | Gotzon Martín (ESP)   | 51e                   |
| Directeur sportif : Pablo Urtasun |                       |                       |

| Equipo Kern Pharma EKP | Equipo Kern Pharma EKP | Equipo Kern Pharma EKP |
| ---------------------- | ---------------------- | ---------------------- |
| Num                    | Coureur                | Pos                    |
| 131                    | Urko Berrade (ESP)     | 21e                    |
| 132                    | Iván Cobo (ESP)        | 42e                    |
| 133                    | Iñigo Elosegui (ESP)   | 93e                    |
| 134                    | Nil Gimeno (ESP)       | 92e                    |
| 135                    | Unai Iribar (ESP)      | 41e                    |
| 136                    | Pau Miquel (ESP)       | 10e                    |
| 137                    | Ibon Ruiz (ESP)        | AB                     |

| Team Polti VisitMalta PTV                    | Team Polti VisitMalta PTV | Team Polti VisitMalta PTV |
| -------------------------------------------- | ------------------------- | ------------------------- |
| Num                                          | Coureur                   | Pos                       |
| 141                                          | Alessandro Tonelli (ITA)  | 50e                       |
| 142                                          | Fernando Tercero (ESP)    | 39e                       |
| 143                                          | Gabriele Raccagni (ITA)   | 100e                      |
| 144                                          | Davide Bais (ITA)         | 28e                       |
| 145                                          | Samuele Zoccarato (ITA)   | AB                        |
| 146                                          | Álex Martín (ESP)         | 43e                       |
| Directeur sportif : Jesús Hernández Blázquez |                           |                           |

| Team TotalEnergies TEN              | Team TotalEnergies TEN   | Team TotalEnergies TEN |
| ----------------------------------- | ------------------------ | ---------------------- |
| Num                                 | Coureur                  | Pos                    |
| 151                                 | Mathieu Burgaudeau (FRA) | 31e                    |
| 152                                 | Joris Delbove (FRA)      | 36e                    |
| 153                                 | Fabien Doubey (FRA)      | 75e                    |
| 154                                 | Fabien Grellier (FRA)    | 99e                    |
| 155                                 | Jordan Jegat (FRA)       | 18e                    |
| 156                                 | Alan Jousseaume (FRA)    | 81e                    |
| 157                                 | Mattéo Vercher (FRA)     | 12e                    |
| Directeur sportif : Lylian Lebreton |                          |                        |

| Tudor Pro Cycling Team TUD        | Tudor Pro Cycling Team TUD   | Tudor Pro Cycling Team TUD |
| --------------------------------- | ---------------------------- | -------------------------- |
| Num                               | Coureur                      | Pos                        |
| 161                               | Marc Hirschi (SUI)           | 6e                         |
| 162                               | Jacob Eriksson (SWE) (route) | 101e                       |
| 164                               | Yannis Voisard (SUI)         | AB                         |
| 165                               | Fabian Weiss (SUI)           | 76e                        |
| 166                               | Hannes Wilksch (GER)         | 38e                        |
| 167                               | Luc Wirtgen (LUX)            | AB                         |
| Directeur sportif : Claudio Cozzi |                              |                            |

| Anicolor/Tien 21 ATI | Anicolor/Tien 21 ATI   | Anicolor/Tien 21 ATI |
| -------------------- | ---------------------- | -------------------- |
| Num                  | Coureur                | Pos                  |
| 171                  | Artem Nych (RUS)       | 47e                  |
| 172                  | Tiago Santos (POR)     | 105e                 |
| 173                  | Alexis Guérin (FRA)    | 46e                  |
| 174                  | Harrison Wood (GBR)    | 82e                  |
| 175                  | Gonçalo Oliveira (POR) | 106e                 |
| 176                  | Rubén Fernández (ESP)  | 102e                 |
| 177                  | Víctor Martínez (ESP)  | 98e                  |

| Feirense-Beeceler CDF               | Feirense-Beeceler CDF   | Feirense-Beeceler CDF |
| ----------------------------------- | ----------------------- | --------------------- |
| Num                                 | Coureur                 | Pos                   |
| 181                                 | Byron Munton (RSA)      | AB                    |
| 182                                 | Diogo Oliveira (POR)    | AB                    |
| 183                                 | Diogo Gonçalves (POR)   | 96e                   |
| 184                                 | Francisco Pereira (POR) | AB                    |
| 185                                 | Ivo Pinheiro (POR)      | 59e                   |
| 186                                 | Fábio Oliveira (POR)    | AB                    |
| Directeur sportif : Joaquim Andrade |                         |                       |

| Illes Balears Arabay IBA           | Illes Balears Arabay IBA   | Illes Balears Arabay IBA |
| ---------------------------------- | -------------------------- | ------------------------ |
| Num                                | Coureur                    | Pos                      |
| 191                                | Unai Esparza (ESP)         | 94e                      |
| 192                                | Gonzalo Ariño (ESP)        | 112e                     |
| 193                                | Pau Llaneras (ESP)         | AB                       |
| 194                                | Álvaro Sagrado (ESP)       | AB                       |
| 195                                | Asier Pablo González (ESP) | 58e                      |
| 196                                | José Marín (ESP)           | AB                       |
| 197                                | Sergio Trueba (ESP)        | 103e                     |
| Directeur sportif : Daniel Navarro |                            |                          |

| UAE Team Emirates XRG UAD           | UAE Team Emirates XRG UAD  | UAE Team Emirates XRG UAD |
| ----------------------------------- | -------------------------- | ------------------------- |
| Num                                 | Coureur                    | Pos                       |
| 1                                   | Brandon McNulty (USA)      | 24e                       |
| 2                                   | Igor Arrieta (ESP)         | 14e                       |
| 3                                   | Isaac Del Toro (MEX)       | AB                        |
| 4                                   | Vegard Stake Laengen (NOR) | 107e                      |
| 5                                   | Felix Großschartner (AUT)  | 7e                        |
| 6                                   | Marc Soler (ESP)           | 23e                       |
| 7                                   | Pablo Torres Arias (ESP)   | 53e                       |
| Directeur sportif : Andrej Hauptman |                            |                           |

| Arkéa-B&B Hotels ARK               | Arkéa-B&B Hotels ARK     | Arkéa-B&B Hotels ARK |
| ---------------------------------- | ------------------------ | -------------------- |
| Num                                | Coureur                  | Pos                  |
| 11                                 | Kévin Vauquelin (FRA)    | 29e                  |
| 12                                 | Alessandro Verre (ITA)   | 72e                  |
| 13                                 | Martin Tjøtta (NOR)      | 15e                  |
| 14                                 | Thibault Guernalec (FRA) | AB                   |
| 15                                 | Edoardo Zamperini (ITA)  | 70e                  |
| 16                                 | Élie Gesbert (FRA)       | AB                   |
| 17                                 | Simon Guglielmi (FRA)    | 88e                  |
| Directeur sportif : Laurent Pichon |                          |                      |

| Cofidis COF                          | Cofidis COF                 | Cofidis COF |
| ------------------------------------ | --------------------------- | ----------- |
| Num                                  | Coureur                     | Pos         |
| 21                                   | Ion Izagirre (ESP)          | 90e         |
| 22                                   | Jesús Herrada (ESP)         | 89e         |
| 23                                   | Alex Aranburu (ESP) (route) | 5e          |
| 24                                   | Jonathan Lastra (ESP)       | 109e        |
| 25                                   | Jan Maas (NED)              | 60e         |
| 26                                   | Stefano Oldani (ITA)        | 73e         |
| 27                                   | Sergio Samitier (ESP)       | 35e         |
| Directeur sportif : Bingen Fernández |                             |             |

| EF Education-EasyPost EFE              | EF Education-EasyPost EFE    | EF Education-EasyPost EFE |
| -------------------------------------- | ---------------------------- | ------------------------- |
| Num                                    | Coureur                      | Pos                       |
| 31                                     | Archie Ryan (IRL)            | 11e                       |
| 32                                     | Samuele Battistella (ITA)    | 33e                       |
| 33                                     | Alex Baudin (FRA)            | 9e                        |
| 34                                     | Jardi van der Lee (NED)      | 95e                       |
| 35                                     | Hugh Carthy (GBR)            | AB                        |
| 37                                     | Ian Lopez de San Roman (USA) | 110e                      |
| Directeur sportif : Juan Manuel Gárate |                              |                           |

| Lidl-Trek LTK                    | Lidl-Trek LTK                 | Lidl-Trek LTK |
| -------------------------------- | ----------------------------- | ------------- |
| Num                              | Coureur                       | Pos           |
| 41                               | Andrea Bagioli (ITA)          | 3e            |
| 42                               | Patrick Konrad (AUT)          | 74e           |
| 43                               | Bauke Mollema (NED)           | 26e           |
| 44                               | Thibau Nys (BEL)              | 1er           |
| 45                               | Otto Vergaerde (BEL)          | 91e           |
| 46                               | Héctor Álvarez Martinez (ESP) | 104e          |
| Directeur sportif : Kim Andersen |                               |               |

| Movistar Team MOV                              | Movistar Team MOV       | Movistar Team MOV |
| ---------------------------------------------- | ----------------------- | ----------------- |
| Num                                            | Coureur                 | Pos               |
| 51                                             | Jorge Arcas (ESP)       | 77e               |
| 52                                             | Jon Barrenetxea (ESP)   | 30e               |
| 53                                             | Pablo Castrillo (ESP)   | 79e               |
| 54                                             | Gregor Mühlberger (AUT) | 80e               |
| 55                                             | Antonio Pedrero (ESP)   | 78e               |
| 56                                             | Diego Pescador (COL)    | 57e               |
| 57                                             | Nélson Oliveira (POR)   | 22e               |
| Directeur sportif : José Vicente García Acosta |                         |                   |

| Red Bull-Bora-Hansgrohe RBH    | Red Bull-Bora-Hansgrohe RBH   | Red Bull-Bora-Hansgrohe RBH |
| ------------------------------ | ----------------------------- | --------------------------- |
| Num                            | Coureur                       | Pos                         |
| 61                             | Roger Adrià (ESP)             | 55e                         |
| 62                             | Finn Fisher-Black (NZL)       | 17e                         |
| 63                             | Lennart Jasch (GER)           | 85e                         |
| 64                             | Alexander Hajek (AUT) (route) | 62e                         |
| 65                             | Daniel Martínez (COL)         | 56e                         |
| 66                             | Luke Tuckwell (AUS)           | 69e                         |
| 67                             | Maxim Van Gils (BEL)          | 63e                         |
| Directeur sportif : Patxi Vila |                               |                             |

| Team Jayco AlUla JAY             | Team Jayco AlUla JAY          | Team Jayco AlUla JAY |
| -------------------------------- | ----------------------------- | -------------------- |
| Num                              | Coureur                       | Pos                  |
| 72                               | Davide De Pretto (ITA)        | AB                   |
| 73                               | Anders Foldager (DEN)         | 61e                  |
| 74                               | Alan Hatherly (RSA)           | 44e                  |
| 75                               | Asbjørn Hellemose (DEN)       | AB                   |
| 76                               | Christopher Juul Jensen (DEN) | 87e                  |
| 77                               | Mauro Schmid (SUI) (route)    | 13e                  |
| Directeur sportif : Rafael Valls |                               |                      |

| Team Picnic-PostNL TPP                   | Team Picnic-PostNL TPP        | Team Picnic-PostNL TPP |
| ---------------------------------------- | ----------------------------- | ---------------------- |
| Num                                      | Coureur                       | Pos                    |
| 81                                       | Warren Barguil (FRA)          | 37e                    |
| 82                                       | Romain Combaud (FRA)          | 86e                    |
| 83                                       | Bjoern Koerdt (GBR)           | 34e                    |
| 84                                       | Gijs Leemreize (NED)          | 71e                    |
| 85                                       | Juan Guillermo Martínez (COL) | 49e                    |
| 86                                       | Oscar Onley (GBR)             | 16e                    |
| Directeur sportif : Christian Guiberteau |                               |                        |

| XDS Astana Team XAT                 | XDS Astana Team XAT           | XDS Astana Team XAT |
| ----------------------------------- | ----------------------------- | ------------------- |
| Num                                 | Coureur                       | Pos                 |
| 91                                  | Clément Champoussin (FRA)     | 66e                 |
| 92                                  | Anthon Charmig (DEN)          | 65e                 |
| 93                                  | Simone Velasco (ITA)          | 8e                  |
| 94                                  | Florian Samuel Kajamini (ITA) | AB                  |
| 95                                  | Anton Kuzmin (KAZ)            | 84e                 |
| 97                                  | Harold Tejada (COL)           | 27e                 |
| Directeur sportif : Alexandr Shefer |                               |                     |

| Burgos-Burpellet-BH BBH | Burgos-Burpellet-BH BBH     | Burgos-Burpellet-BH BBH |
| ----------------------- | --------------------------- | ----------------------- |
| Num                     | Coureur                     | Pos                     |
| 101                     | Ander Okamika (ESP)         | 25e                     |
| 102                     | Jambaljamts Sainbayar (MGL) | 114e                    |
| 103                     | José Luis Faura (ESP)       | 45e                     |
| 104                     | Hugo de la Calle (ESP)      | 68e                     |
| 105                     | José Manuel Díaz (ESP)      | 20e                     |
| 106                     | Sinuhé Fernández (ESP)      | 64e                     |
| 107                     | Eric Fagúndez (URU)         | 52e                     |

| Caja Rural-Seguros RGA CJR                        | Caja Rural-Seguros RGA CJR    | Caja Rural-Seguros RGA CJR |
| ------------------------------------------------- | ----------------------------- | -------------------------- |
| Num                                               | Coureur                       | Pos                        |
| 111                                               | Fernando Barceló (ESP)        | 32e                        |
| 112                                               | Joan Bou (ESP)                | 40e                        |
| 113                                               | Samuel Fernández García (ESP) | 54e                        |
| 114                                               | Alex Molenaar (NED)           | 2e                         |
| 115                                               | Joel Nicolau (ESP)            | 19e                        |
| 116                                               | Thomas Silva (URU)            | 4e                         |
| 117                                               | Tyler Stites (USA)            | 111e                       |
| Directeur sportif : José Miguel Fernández Reviejo |                               |                            |

| Euskaltel-Euskadi EUS             | Euskaltel-Euskadi EUS | Euskaltel-Euskadi EUS |
| --------------------------------- | --------------------- | --------------------- |
| Num                               | Coureur               | Pos                   |
| 121                               | Iker Mintegi (ESP)    | 67e                   |
| 122                               | Mikel Bizkarra (ESP)  | 48e                   |
| 123                               | Unai Zubeldia (ESP)   | 108e                  |
| 123                               | Xabier Isasa (ESP)    | 97e                   |
| 125                               | Ander Ganzabal (ESP)  | 83e                   |
| 126                               | Txomin Juaristi (ESP) | 113e                  |
| 127                               | Gotzon Martín (ESP)   | 51e                   |
| Directeur sportif : Pablo Urtasun |                       |                       |

| Equipo Kern Pharma EKP | Equipo Kern Pharma EKP | Equipo Kern Pharma EKP |
| ---------------------- | ---------------------- | ---------------------- |
| Num                    | Coureur                | Pos                    |
| 131                    | Urko Berrade (ESP)     | 21e                    |
| 132                    | Iván Cobo (ESP)        | 42e                    |
| 133                    | Iñigo Elosegui (ESP)   | 93e                    |
| 134                    | Nil Gimeno (ESP)       | 92e                    |
| 135                    | Unai Iribar (ESP)      | 41e                    |
| 136                    | Pau Miquel (ESP)       | 10e                    |
| 137                    | Ibon Ruiz (ESP)        | AB                     |

| Team Polti VisitMalta PTV                    | Team Polti VisitMalta PTV | Team Polti VisitMalta PTV |
| -------------------------------------------- | ------------------------- | ------------------------- |
| Num                                          | Coureur                   | Pos                       |
| 141                                          | Alessandro Tonelli (ITA)  | 50e                       |
| 142                                          | Fernando Tercero (ESP)    | 39e                       |
| 143                                          | Gabriele Raccagni (ITA)   | 100e                      |
| 144                                          | Davide Bais (ITA)         | 28e                       |
| 145                                          | Samuele Zoccarato (ITA)   | AB                        |
| 146                                          | Álex Martín (ESP)         | 43e                       |
| Directeur sportif : Jesús Hernández Blázquez |                           |                           |

| Team TotalEnergies TEN              | Team TotalEnergies TEN   | Team TotalEnergies TEN |
| ----------------------------------- | ------------------------ | ---------------------- |
| Num                                 | Coureur                  | Pos                    |
| 151                                 | Mathieu Burgaudeau (FRA) | 31e                    |
| 152                                 | Joris Delbove (FRA)      | 36e                    |
| 153                                 | Fabien Doubey (FRA)      | 75e                    |
| 154                                 | Fabien Grellier (FRA)    | 99e                    |
| 155                                 | Jordan Jegat (FRA)       | 18e                    |
| 156                                 | Alan Jousseaume (FRA)    | 81e                    |
| 157                                 | Mattéo Vercher (FRA)     | 12e                    |
| Directeur sportif : Lylian Lebreton |                          |                        |

| Tudor Pro Cycling Team TUD        | Tudor Pro Cycling Team TUD   | Tudor Pro Cycling Team TUD |
| --------------------------------- | ---------------------------- | -------------------------- |
| Num                               | Coureur                      | Pos                        |
| 161                               | Marc Hirschi (SUI)           | 6e                         |
| 162                               | Jacob Eriksson (SWE) (route) | 101e                       |
| 164                               | Yannis Voisard (SUI)         | AB                         |
| 165                               | Fabian Weiss (SUI)           | 76e                        |
| 166                               | Hannes Wilksch (GER)         | 38e                        |
| 167                               | Luc Wirtgen (LUX)            | AB                         |
| Directeur sportif : Claudio Cozzi |                              |                            |

| Anicolor/Tien 21 ATI | Anicolor/Tien 21 ATI   | Anicolor/Tien 21 ATI |
| -------------------- | ---------------------- | -------------------- |
| Num                  | Coureur                | Pos                  |
| 171                  | Artem Nych (RUS)       | 47e                  |
| 172                  | Tiago Santos (POR)     | 105e                 |
| 173                  | Alexis Guérin (FRA)    | 46e                  |
| 174                  | Harrison Wood (GBR)    | 82e                  |
| 175                  | Gonçalo Oliveira (POR) | 106e                 |
| 176                  | Rubén Fernández (ESP)  | 102e                 |
| 177                  | Víctor Martínez (ESP)  | 98e                  |

| Feirense-Beeceler CDF               | Feirense-Beeceler CDF   | Feirense-Beeceler CDF |
| ----------------------------------- | ----------------------- | --------------------- |
| Num                                 | Coureur                 | Pos                   |
| 181                                 | Byron Munton (RSA)      | AB                    |
| 182                                 | Diogo Oliveira (POR)    | AB                    |
| 183                                 | Diogo Gonçalves (POR)   | 96e                   |
| 184                                 | Francisco Pereira (POR) | AB                    |
| 185                                 | Ivo Pinheiro (POR)      | 59e                   |
| 186                                 | Fábio Oliveira (POR)    | AB                    |
| Directeur sportif : Joaquim Andrade |                         |                       |

| Illes Balears Arabay IBA           | Illes Balears Arabay IBA   | Illes Balears Arabay IBA |
| ---------------------------------- | -------------------------- | ------------------------ |
| Num                                | Coureur                    | Pos                      |
| 191                                | Unai Esparza (ESP)         | 94e                      |
| 192                                | Gonzalo Ariño (ESP)        | 112e                     |
| 193                                | Pau Llaneras (ESP)         | AB                       |
| 194                                | Álvaro Sagrado (ESP)       | AB                       |
| 195                                | Asier Pablo González (ESP) | 58e                      |
| 196                                | José Marín (ESP)           | AB                       |
| 197                                | Sergio Trueba (ESP)        | 103e                     |
| Directeur sportif : Daniel Navarro |                            |                          |